# La Vergne (Tennessee)
La Vergne – miasto w Stanach Zjednoczonych, w stanie Tennessee, w hrabstwie Rutherford.